# Universidad de Patras

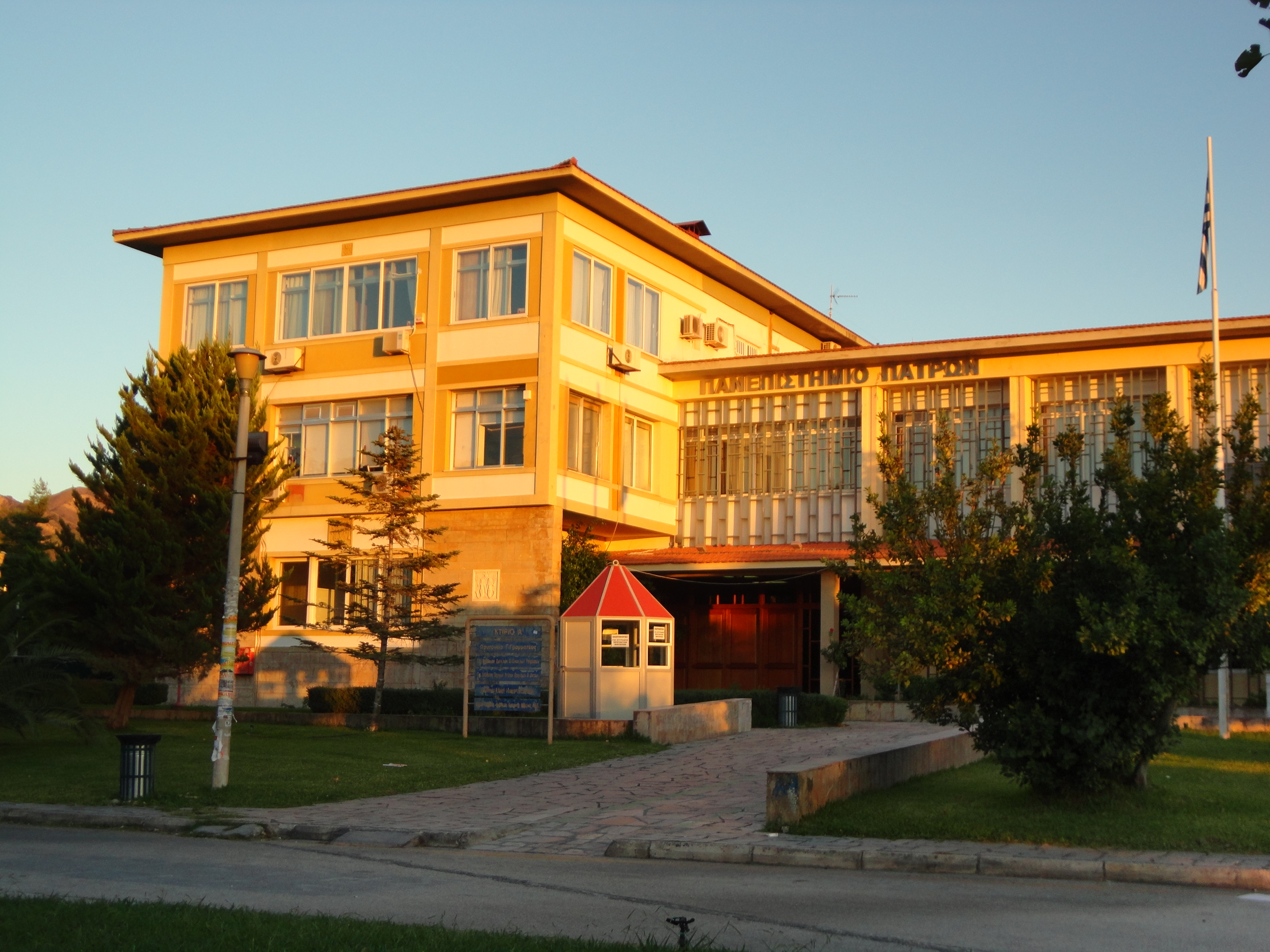
Imagen de la Universidad.

La Universidad de Patras (en griego: Πανεπιστήμιο Πατρών, Panepistimio Patron) fue fundada en 1964 y está ubicada en Grecia, a 7 km al noreste del centro de Patras, 3 km al sur del Puente de Río-Antírio, 206 km al oeste de Atenas, 106 km al noreste de Pirgos y 2 km al este de Rio. Es la tercera universidad más grande de Grecia y ocupa un área de 2,4 km². La Universidad de Patras tiene reputación internacional por su calidad e investigación innovadora y participa activamente en multitud de proyectos de investigación, organizaciones científicas y grupos investigadores. Muchos de sus departamentos, laboratorios y clínicas han sido distinguidos como Centros de Excelencia, sobre la base de la valoración internacional.
La Universidad cuenta con:
- Áreas académicas (noroeste)
- Escuelas politécnicas (zona central)
- Escuela de Ciencias Económicas (zona centro-sur)
- Escuela de Medicina
- Escuela de Ciencias (centro, oeste y parte del sur)
- Oficina Universitaria (sur y oeste)
- Facultad de Filología y Filosofía

Está compuesta, en total, por 5 facultades, y 22 departamentos. También alberga sociedades de danza y teatro.
Hasta septiembre de 2002 era la única universidad del Peloponeso y Grecia occidental a excepción de la universidad del Epiro.